# Patinage de vitesse aux Jeux olympiques
Le patinage de vitesse fait son apparition dès les premiers Jeux olympiques d'hiver en 1924 à Chamonix avec cinq épreuves masculines.
Aujourd'hui, cette discipline compte douze épreuves (6 masculines et 6 féminines) : 500 m, 1 000 m, 1 500 m, 5 000 m, par équipes (hommes et femmes) et une épreuve de 10 000 m chez les hommes et de 3 000 m chez les femmes.
Sur chaque épreuve, les concurrents ne courent qu'une seule fois, leur temps déterminera le classement, à l'exception du 500 m où ils courent deux fois (addition des deux temps). Le but étant de réaliser le meilleur temps (à la différence du patinage de vitesse sur piste courte).

## Disciplines et épreuves

### Tableau des différentes disciplines présentes aux Jeux olympiques
• = Épreuves officielles, D = Démonstration, H = Hommes, F = Femmes
| Épreuve       | 1924 | 1928 | 1932 | 1936 | 1948 | 1952 | 1956 | 1960 | 1964 | 1968 | 1972 | 1976 | 1980 | 1984 | 1988 | 1992 | 1994 | 1998 | 2002 | 2006 | 2010 | 2014 | 2018 | 2022 |
| ------------- | ---- | ---- | ---- | ---- | ---- | ---- | ---- | ---- | ---- | ---- | ---- | ---- | ---- | ---- | ---- | ---- | ---- | ---- | ---- | ---- | ---- | ---- | ---- | ---- |
| 500 m H       | •    | •    | •    | •    | •    | •    | •    | •    | •    | •    | •    | •    | •    | •    | •    | •    | •    | •    | •    | •    | •    | •    | •    | •    |
| 1 000 m H     |      |      |      |      |      |      |      |      |      |      |      | •    | •    | •    | •    | •    | •    | •    | •    | •    | •    | •    | •    | •    |
| 1 500 m H     | •    | •    | •    | •    | •    | •    | •    | •    | •    | •    | •    | •    | •    | •    | •    | •    | •    | •    | •    | •    | •    | •    | •    | •    |
| 5 000 m H     | •    | •    | •    | •    | •    | •    | •    | •    | •    | •    | •    | •    | •    | •    | •    | •    | •    | •    | •    | •    | •    | •    | •    | •    |
| 10 000 m H    | •    |      | •    | •    | •    | •    | •    | •    | •    | •    | •    | •    | •    | •    | •    | •    | •    | •    | •    | •    | •    | •    | •    | •    |
| Combiné H     | •    |      |      |      |      |      |      |      |      |      |      |      |      |      |      |      |      |      |      |      |      |      |      |      |
| Mass start H  |      |      |      |      |      |      |      |      |      |      |      |      |      |      |      |      |      |      |      |      |      |      | •    | •    |
| Par équipes H |      |      |      |      |      |      |      |      |      |      |      |      |      |      |      |      |      |      |      | •    | •    | •    | •    | •    |
| 500 m F       |      |      | D    |      |      |      |      | •    | •    | •    | •    | •    | •    | •    | •    | •    | •    | •    | •    | •    | •    | •    | •    | •    |
| 1000 m F      |      |      | D    |      |      |      |      | •    | •    | •    | •    | •    | •    | •    | •    | •    | •    | •    | •    | •    | •    | •    | •    | •    |
| 1 500 m F     |      |      | D    |      |      |      |      | •    | •    | •    | •    | •    | •    | •    | •    | •    | •    | •    | •    | •    | •    | •    | •    | •    |
| 3 000 m F     |      |      |      |      |      |      |      | •    | •    | •    | •    | •    | •    | •    | •    | •    | •    | •    | •    | •    | •    | •    | •    | •    |
| 5 000 m F     |      |      |      |      |      |      |      |      |      |      |      |      |      |      | •    | •    | •    | •    | •    | •    | •    | •    | •    | •    |
| Mass start F  |      |      |      |      |      |      |      |      |      |      |      |      |      |      |      |      |      |      |      |      |      |      | •    | •    |
| Par équipes F |      |      |      |      |      |      |      |      |      |      |      |      |      |      |      |      |      |      |      | •    | •    | •    | •    | •    |

## Nations présentes
Entre 1924 et 2018, près de 2 763 athlètes en provenance de plus de quarante nations différentes ont participé aux épreuves de patinage de vitesse des Jeux olympiques.
| Édition                                                        | 24 | 28 | 32 | 36 | 48 | 52 | 56 | 60 | 64 | 68 | 72 | 76 | 80 | 84 | 88 | 92 | 94 | 98 | 02 | 06 | 10 | 14 | 18 |
| -------------------------------------------------------------- | -- | -- | -- | -- | -- | -- | -- | -- | -- | -- | -- | -- | -- | -- | -- | -- | -- | -- | -- | -- | -- | -- | -- |
| Nombre de nations présentes en patinage de vitesse par édition | 10 | 14 | 6  | 16 | 15 | 14 | 18 | 17 | 22 | 19 | 18 | 19 | 20 | 24 | 21 | 23 | 21 | 25 | 23 | 19 | 24 | 23 | 29 |

Le nombre indiqué entre parenthèses est le nombre d'athlètes engagés dans les épreuves officielles pour chaque pays sur l'ensemble des Jeux de 1924 à 2018
| - Allemagne (111) - Allemagne de l'Est (42) - Allemagne de l'Ouest (35) - Athlètes olympiques de Russie (4) - Australie (24) - Autriche (64) - Biélorussie (17) - Belgique (23) - Canada (211) - Chine (121) - Colombie (2) - Corée du Nord (33) - Corée du Sud (141) - Danemark (7) - Équipe unifiée d'Allemagne (29) |  | - Équipe unifiée de l'ex-URSS (19) - Estonie (5) - États-Unis (303) - Finlande (97) - France (37) - Grande-Bretagne (42) - Hongrie (26) - Îles Vierges britanniques (1) - Italie (88) - Japon (243) - Kazakhstan (44) - Lettonie (11) - Lituanie (1) - Mongolie (12) - Norvège (210) |  | - Nouvelle-Zélande (6) - Pays-Bas (230) - Pologne (74) - Portugal (1) - République tchèque (9) - Roumanie (19) - Russie (99) - Suède (121) - Suisse (21) - Taipei chinois (4) - Tchécoslovaquie (11) - Ukraine (8) - Union soviétique (139) - Yougoslavie (8) |

## Tableau des médailles
Le tableau ci-dessous présente le bilan, par nations, des médailles obtenues en patinage de vitesse lors des Jeux olympiques d'hiver, de 1924 à 2022. Le rang est obtenu par le décompte des médailles d'or, puis en cas d'ex æquo, des médailles d'argent, puis de bronze.
| Rang  | Nation                     | Or  | Argent | Bronze | Total |
| ----- | -------------------------- | --- | ------ | ------ | ----- |
| 1     | Pays-Bas                   | 48  | 44     | 41     | 133   |
| 2     | États-Unis                 | 30  | 22     | 19     | 71    |
| 3     | Norvège                    | 28  | 29     | 30     | 87    |
| 4     | Union soviétique           | 24  | 17     | 19     | 60    |
| 5     | Allemagne                  | 13  | 15     | 10     | 38    |
| 6     | Canada                     | 10  | 16     | 16     | 42    |
| 7     | Suède                      | 9   | 4      | 5      | 18    |
| 8     | Allemagne de l'Est         | 8   | 12     | 9      | 29    |
| 9     | Finlande                   | 7   | 8      | 9      | 24    |
| 10    | Japon                      | 5   | 10     | 11     | 26    |
| 11    | Corée du Sud               | 5   | 10     | 5      | 20    |
| 12    | Russie                     | 3   | 5      | 5      | 13    |
| 13    | République tchèque         | 3   | 2      | 2      | 7     |
| 14    | Allemagne de l'Ouest       | 3   | 0      | 0      | 3     |
| 15    | Chine                      | 2   | 3      | 4      | 9     |
| 16    | Italie                     | 2   | 1      | 4      | 7     |
| 17    | Autriche                   | 1   | 2      | 3      | 6     |
| 17    | Pologne                    | 1   | 2      | 3      | 6     |
| 19    | Belgique                   | 1   | 1      | 1      | 3     |
| 20    | Équipe unifiée d'Allemagne | 1   | 1      | 0      | 2     |
| 21    | ROC                        | 0   | 1      | 1      | 2     |
| 22    | Biélorussie                | 0   | 1      | 0      | 1     |
| 22    | Corée du Nord              | 0   | 1      | 0      | 1     |
| 24    | Kazakhstan                 | 0   | 0      | 1      | 1     |
| 24    | Russie (OAR)               | 0   | 0      | 1      | 1     |
| Total | Total                      | 204 | 207    | 200    | 611   |